# Un admirator fanatic
Un admirator fanatic (în engleză The Fan)  este un film thriller American din 1996 cu Robert De Niro și Wesley Snipes în rolurile principale. Filmul a fost regizat de Tony Scott fiind bazat pe romanul cu același nume al lui Peter Abrahams. Un admirator fanatic este un thriller psihologic ce îl are în centru pe Gil Renard (De Niro), un împătimt al basseballului a cărui obsesie pentru jucătorul preferat îi dezumanizează treptat. 
Bobby Rayburn are totul: glorie, strălucire, talent. Când intră pe teren, stadionul e în delir. Lumina lui se revarsă și asupra celor din tribune, le dă un motiv să trăiască... sau să moară. Ei sunt cei a căror adorație manifestată față de idolul lor înseamnă coperți de reviste și contracte de mai multe milioane de dolari. Văzute de la distanță, chipurile lor nu se disting, sunt o mulțime fără contururi, o masă clocotind, denumită "fani". Pentru toți fanii, există o regulă de aur: să nu te apropii prea mult de idolul tău . 
Dar unul dintre ei, Gil Renard, va încălca această regulă. Cariera lui Bobby Rayburn înseamnă totul pentru el. E filtrul prin care își trece propria viață, distilând-o în ceva mai bun. Iar când steaua lui Bobby pare să se stingă, viața lui Gil începe să coboare vertiginos spre limita de jos. Ca să nu piardă totul, nu-i rămâne decât să iasă în "arenă" și să restabilească gloria eroului său. Iar pentru asta, nu se va da înapoi de la nimic, nici măcar de la crimă.